# Tony da Gatorra
Antônio Carlos Correia de Moura (Cachoeira do Sul, 3 de agosto de 1951), mais conhecido como Tony da Gatorra, é um músico brasileiro. Tony tem um estilo hippie, usa roupas de cores fortes e símbolos da ideologia "paz e amor".

## Biografia
Natural de Cachoeira do Sul, ele chegou em Esteio com três anos de idade. Quando criança, Tony morava com seus pais e mais 8 irmãos, até que sua mãe morreu quando ele tinha 8 anos de idade. Como seu pai trabalhava o dia todo numa fábrica de papelão, ele e seus irmãos passaram a brincar o dia todo nas ruas, até que seu pai falou com o então governador Leonel Brizola e conseguiu bolsas para Tony e mais um irmão no Patronato Agrícola, um internato agrícola administrado por padres para meninos de 8 a 14 anos.
O período no Patronato Agrícola proporcionou disciplina e educação religiosa a Tony. Nas horas vagas, Tony e seus amigos jogavam futebol e pescavam num açude.
Aos 13 anos, Tony saiu do Patronato Agrícola e foi trabalhar como office-boy num escritório de arquitetura em Porto Alegre. Aos 15 anos tornou-se aprendiz em uma empresa metalúrgica, onde aprendeu a trabalhar com o torno mecânico e morou em uma pequena pensão, num quarto com mais quatro pessoas. Viveu aí por cinco anos, até voltar para Esteio, onde se casou aos 25 anos.
A partir daí, passou a trabalhar como técnico eletricista, consertando televisores e aparelhos eletrônicos, de onde adveio seu conhecimento técnico para, no final dos anos 90, construir o instrumento batizado por ele de gatorra  — uma espécie de mistura entre bateria eletrônica com sintetizador. Tony ganhou popularidade com o instrumento, com o qual passou a executar canções pós-punk com letras de protesto.
Até 2004, Tony era conhecido por circular em bares de Porto Alegre, quando foi apresentado a um radialista gaúcho com um CD demo, que o encaminhou para a gravadora paulista Slag, com a qual assinou um contrato e começou a fazer shows em várias capitais do país.
No ano de 2006, o guitarrista da banda escocesa Franz Ferdinand, Nick McCarthy, em passagem pelo Brasil, adquiriu uma gatorra junto a Tony. Em 2007 Tony excursionou pelo Reino Unido juntamente com Guilherme Barrella e Bruno Ramos, como parte de uma turnê com artistas brasileiros e britânicos.
Em 2010, Tony lançou um álbum com o vocalista do Super Furry Animals, Gruff Rhys, ao que se seguiu uma turnê pelo Reino Unido.

## Discografia
- Só Protesto (2005)
- Novos Pensamentos (2006)
- The Terror of Cosmic Loneliness (2010), com Gruff Rhys, do Super Furry Animals
- Paiz sem Lei (2013)
- Tony da Gatorra e os Ufonistas (2013), com Arthur Joly, Eloy Silvestre e incluindo remixes de Paulo Beto e Arthur Joly para a música Assassino
- Extinção (Single) (2015)
- Gomorra (2016), com Tainam Dias